# PRKAR1B
PRKAR1B (англ. Protein kinase cAMP-dependent type I regulatory subunit beta) – білок, який кодується однойменним геном, розташованим у людей на короткому плечі 7-ї хромосоми. Довжина поліпептидного ланцюга білка становить 381 амінокислот, а молекулярна маса — 43 073.
| 10         |  | 20         |  | 30         |  | 40         |  | 50         |
| ---------- |  | ---------- |  | ---------- |  | ---------- |  | ---------- |
| MASPPACPSE |  | EDESLKGCEL |  | YVQLHGIQQV |  | LKDCIVHLCI |  | SKPERPMKFL |
| REHFEKLEKE |  | ENRQILARQK |  | SNSQSDSHDE |  | EVSPTPPNPV |  | VKARRRRGGV |
| SAEVYTEEDA |  | VSYVRKVIPK |  | DYKTMTALAK |  | AISKNVLFAH |  | LDDNERSDIF |
| DAMFPVTHIA |  | GETVIQQGNE |  | GDNFYVVDQG |  | EVDVYVNGEW |  | VTNISEGGSF |
| GELALIYGTP |  | RAATVKAKTD |  | LKLWGIDRDS |  | YRRILMGSTL |  | RKRKMYEEFL |
| SKVSILESLE |  | KWERLTVADA |  | LEPVQFEDGE |  | KIVVQGEPGD |  | DFYIITEGTA |
| SVLQRRSPNE |  | EYVEVGRLGP |  | SDYFGEIALL |  | LNRPRAATVV |  | ARGPLKCVKL |
| DRPRFERVLG |  | PCSEILKRNI |  | QRYNSFISLT |  | V          |  |            |

A: Аланін

C: Цистеїн

D: Аспарагінова кислота

E: Глутамінова кислота

F: Фенілаланін

G: Гліцин

H: Гістидин

I: Ізолейцин

K: Лізин

L: Лейцин

M: Метіонін

N: Аспарагін

P: Пролін

Q: Глутамін

R: Аргінін

S: Серин

T: Треонін

V: Валін

W: Триптофан

Кодований геном білок за функцією належить до фосфопротеїнів. 
Білок має сайт для зв'язування з нуклеотидами. 
Локалізований у клітинній мембрані, мембрані.